# Dodge EV

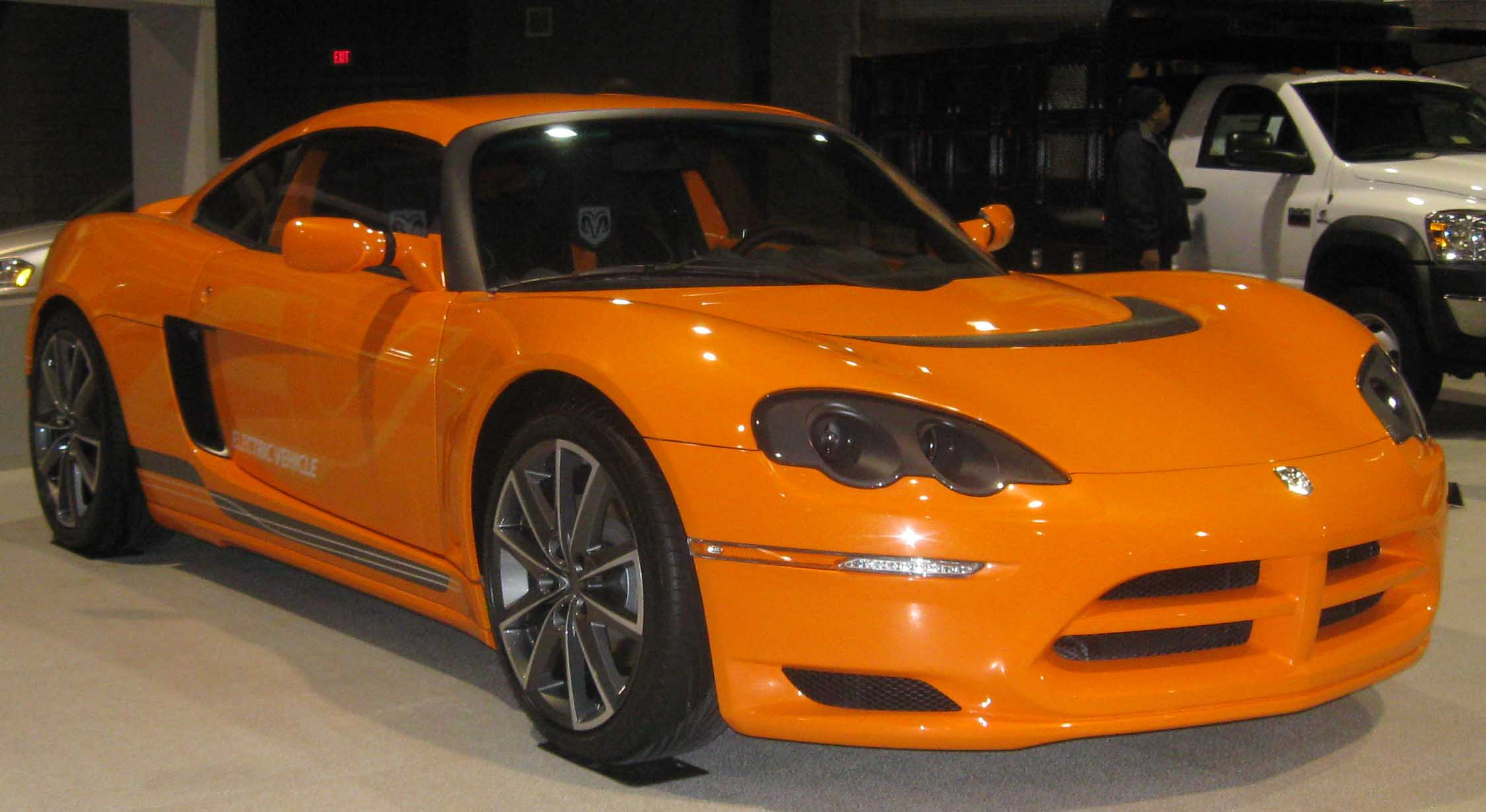

De Dodge EV was een conceptauto van het Amerikaanse automerk Dodge, die in 2009 werd onthuld op de North American International Auto Show (NAIAS). De EV was grotendeels gebaseerd op de Lotus Europa, maar dan met een elektromotor.

## Geschiedenis
Eerder toonde Dodge de Zeo conceptauto in Detroit. Deze was echter nog niet productieklaar. Dodge toonde de visie van een elektrische sportwagen en maakte grootste plannen. Na verschillende testen wilde de fabrikant datzelfde jaar deze EV in productie nemen. Ondanks dat Dodge een elektrische auto graag in productie wilde nemen, werd korte tijd later het project echter geannuleerd.

## Prestaties
| Specificatie   | Eigenschappen                     |
| -------------- | --------------------------------- |
| Aandrijving    | elektromotor met lithium-ion-accu |
| Vermogen       | 200 kW                            |
| Koppel         | 651 Nm                            |
| Rijbereik      | 200 - 320 km                      |
| Oplaadsnelheid | acht uur (110 V oplaadpunt)       |